# (13368) Wlodekofman
(13368) Wlodekofman (1998 UV24) – planetoida z grupy pasa głównego asteroid okrążająca Słońce w ciągu 5,08 lat w średniej odległości 2,95 j.a. Odkryta 18 października 1998. Nadano jej nazwę na cześć Wlodka Kofmana.